# Codice deontologico relativo al trattamento dei dati personali nell'esercizio dell'attività giornalistica
Il codice deontologico relativo al trattamento dei dati personali nell'esercizio dell'attività giornalistica, detto brevemente Codice deontologico sulla privacy, contiene le norme relative al trattamento dei dati personali che devono essere osservate da chi è impegnato nell'esercizio dell'attività giornalistica in Italia.
È stato approvato il 29 luglio 1998 dal Garante per la protezione dei dati personali ed è stato pubblicato sulla Gazzetta Ufficiale il successivo 3 agosto. Dal 3 febbraio 2016 il Codice deontologico è parte integrante del «Testo unico dei doveri del giornalista».

## Ragioni
Un soggetto può trattare dati personali nell'esercizio dell'attività giornalistica per tre motivi:
- è un giornalista professionista o un praticante, quindi l'acquisire dati personali fa parte della sua professione;
- è un giornalista pubblicista, quindi si trova a dover trattare dati personali quando esercita questa attività, anche se essa non costituisce la sua professione;
- scrive articoli o pubblica saggi come libera manifestazione del pensiero. Questo caso si differenzia dai precedenti perché il trattamento dei dati personali è incidentale e temporaneo.

L'esigenza di stendere un codice nasce dalle disposizioni della legge 31 dicembre 1996, n. 675, che impone ai soggetti che effettuano il trattamento dei dati personali l'obbligo di chiedere l'autorizzazione al Garante per la protezione dei dati.
Tale obbligo va a incidere sulla possibilità stessa per un organo d'informazione di esistere. Per superare questo limite, la stessa legge 675/96 riconosce l'esigenza di un codice che fissi le norme specifiche per coloro che sono impegnati nell'attività di produrre notizie.
La legge ha lasciato alla categoria professionale interessata il compito della compilazione materiale degli articoli. Ha previsto infine che, prima di essere pubblicato sulla Gazzetta ufficiale, il codice fosse posto in visione al Garante, per la sua approvazione. Il codice è stato redatto dal Consiglio Nazionale dell'Ordine dei giornalisti e dalla Federazione Nazionale della Stampa e presentato al Garante all'inizio del 1998.

Essendo previsto da una legge dello stato, il Codice gode dello status di “norma secondaria”.

## Contenuti
Il testo si compone di 13 articoli. I principi espressi nel documento si possono raggruppare in due categorie: permessi e proibizioni.
Cosa può fare il giornalista
- esprimere i propri commenti o opinioni sui fatti descritti;
- tenere un archivio personale in cui conservare notizie su eventi e vicende relative a persone o organismi collettivi inerenti alla propria attività;
- pubblicare informazioni contenute nel casellario giudiziale
- pubblicare informazioni riguardanti le opinioni politiche, il comportamento sessuale o le condizioni di salute di un individuo, ma solo “in ragione dell'originalità del fatto o della relativa descrizione dei modi particolari in cui è avvenuto, nonché della qualificazione dei protagonisti” (principio dell'essenzialità dell'informazione)[5].

Cosa non può fare il giornalista
- pubblicare articoli senza firmarli;
- non ottemperare all'obbligo di rettifica (nel caso in cui sia incappato in errori o inesattezze);
- estendere il suo interesse “ad altri soggetti non interessati ai fatti”, rivelandone le condizioni di salute o il comportamento sessuale;
- pubblicare nomi di minorenni. Qualora il giornalista ritenga invece indispensabile rivelare l'identità di un minore, deve attenersi a quanto disposto dalla Carta di Treviso;
- pubblicare immagini o fotografie che possano in qualche modo ledere la dignità di una persona (non deve mostrare un individuo in manette o dietro le sbarre di una prigione)
- discriminare una persona tramite la pubblicazione di notizie sensibili che la riguardano (violazione del criterio dell'essenzialità dell'informazione).